# Stöð 2
Stöð 2 (littéralement Chaîne 2) est une chaîne de télévision privée islandaise. Née près d'un an après la loi sur la libéralisation des ondes votée par le parlement islandais le 13 juin 1985, elle débute effectivement ses émissions le 9 octobre 1986, mettant fin à un monopole de vingt ans de la télévision nationale Sjónvarpið.
Tout comme la chaîne Canal+ en France, la deuxième chaîne islandaise est une chaîne à péage n'émettant seulement qu'une partie de ses émissions en clair. Elle appartient au groupe de télécommunication 365 miðlar.
Chaîne à caractère généraliste émettant uniquement en islandais ou en version originale sous titrée, elle base sa grille des programmes sur les films et les séries américaines (True Blood, Dexter) ainsi que sur des adaptations de programmes internationaux (Pop Idol).
Au contraire de Sjónvarpið, Stöð 2 émet 24 heures sur 24.

## Stöð 2 +
Stöð 2 + est la version de Stöð 2 décalée d'une heure.